# KVK Tienen
Koninklijke Voetbal Klub Tienen (französisch KVK Tirlemont) ist ein belgischer Fußballverein aus Tienen.

## Geschichte
Am 28. Mai 1921 wurde der Racing Club Tirlemont gegründet, der im August desselben Jahres dem belgischen Fußballverband beitrat. 1931 stieg der Verein in die zweite Liga auf. 1934 wurde der Verein mit drei Punkten Rückstand Vizemeister hinter White Star AC. Auch in der folgenden Saison wurde der Aufstieg knapp verpasst, dieses Mal als Zweiter hinter dem RSC Anderlecht. Nach einem fünften Platz 1936 gelang 1937 als Zweitligameister der Aufstieg in die Erste Division. Mit nur fünf Siegen belegte RC Tienen jedoch den letzten Platz und musste wieder absteigen. Mit fünf Punkten Rückstand auf Zweitligameister Tilleur FC wurde der direkte Wiederaufstieg als Tabellendritter verpasst. Wegen des Krieges wurde der überregionale Spielbetrieb jedoch eingestellt.
Am 22. Juni 1941 entstand der Ortsrivale Vlug En Vrij Wommersom, die sich nach Kriegsende mehrmals umbenannten. Ab 1945 hieß der Klub zunächst Voorwaarts Wommersom, ab Juni 1946 Voetbalvereniging Voorwarts, ehe der Verein ab August 1947 den Namen Voorwaarts Tienen trug.
Am 16. Mai 1951 erhielt RC Tirlemont das Attribut „königlich“ und hieß fortan Royal Racing Club Tirlemont. Bis 1957 spielte er noch in der zweiten Liga, stieg dann als Tabellenvorletzter ab. Der Ortsrivale Voorwaarts spielte parallel in der dritten Liga, aus der er 1959 abstieg. 1963 bis 1965 und 1966/67 konnte er wieder in die Drittklassigkeit zurückkehren.
1967/68 konnte RRC Tirlemont nochmals für eine Saison in die zweite Liga zurückkehren, wurde dort jedoch nur Letzter. 1970 stieg der Klub sogar in die Viertklassigkeit ab. Ab 1973 verwendete der Klub den flämischen Ortsnamen im Vereinsnamen und hieß somit Royal Racing Club Tienen. 1975 konnte die Rückkehr in die dritte Liga gefeiert werden. 1978 fehlten fünf Punkte auf Aufsteiger KFC Turnhout für die Rückkehr in die zweite Liga. In den folgenden Jahren belegte die Mannschaft wiederum nur Plätze im Mittelfeld. 1981 fusionierten RRC Tienen und Voorwaarts Tienen zum Koninklijke Voetbal Klub Tienen.
1985 konnte der vereinte Klub wieder vorne mitspielen, wurde aber am Ende nur Dritter hinter KFC Verbroedering Geel und dem FC Assent. In der folgenden Spielzeit entging die Mannschaft nur knapp dem Abstieg, erspielte sich aber 1987 einen sechsten und 1988 einen dritten Platz. 1990 fehlten zwei Punkte auf Meister KFC Turnhout, im folgenden Jahr war man sogar punktgleich mit RFC Sérésien.
1993 gelang dem KVK Tienen nur sechs Siege, und damit musste der Verein in die Viertklassigkeit absteigen. 1995 gelang der Wiederaufstieg. Nach einem vierten Platz 1998 mit vier Punkten Rückstand auf Aufsteiger KFC Herentals gelang in der folgenden Saison als Meister die Rückkehr in die zweite Liga. Zwei Punkte Vorsprung auf KV Kortrijk, die den Relegationsplatz belegten, reichten zum Klassenerhalt. 2000 war es nur ein Punkt Vorsprung auf KMSK Deinze. 2001 wurde der Verein Vorletzter, wegen mehrerer Fusionen blieb man jedoch in der zweiten Liga. Nach einem 14. Platz 2002 schaffte Tienen in der folgenden Saison nur sechs Siege und musste zusammen mit dem FC Denderleeuw absteigen.
In der ersten Saison in der Drittklassigkeit belegte die Mannschaft den achten Tabellenrang. In der Saison 2005/06 wurde sie mit zwölf Punkten Vorsprung auf Royal Francs Borains Drittligameister und schaffte damit die Rückkehr in die zweite Liga. Am Ende der Saison 2011/12 stieg man jedoch als Drittletzter wieder ab.

## Spieler
- Henri Klein (1966–1968)
- Osman Köse (2009–2010)